# Рамсгейт
Рамсґейт (англ. Ramsgate) — приморське курортне містечко в графстві Кент, Англія. Населення міста становить 40,408 осіб.

## Географія
Портове містечко Рамсґейт знаходиться в східній частині графства Кент, на сході півострова Танет, на березі Північного моря, за 78 км від центру Лондона. Адміністративно входить в округ Танет. Між Рамсґейтом і бельгійським портом Остенде налагоджено поромне сполучення.

## Назва
Найдавніша згадка про містечко датована 1274–1275 роками та міститься у місцевих юридичних записах, де воно згадується як Реммесґейт (англ. Remmesgate) або Ремісґат (англ. Remisgat). Назви Рамісґейт (англ. Ramisgate) та Ронзґейт (англ. Raunsgate) згадуються у записах приходу церкви Святого Лаврентія за 1290-ті роки.
Усі ці назви мають спільне походження від англо-саксонських слів греммес або грефнес (давн-англ. hremmes, hræfnes – воронячі) та ґет (давн-англ. geat – ворота). Назва вказує на вузьку ущелину в місцевих скелях.
Сучасна назва закріпилася за містечком у 1357 році.

## Історія
Згідно з переказами, поселення Рамсґейт було засновано у V столітті англо-саксонськими вождями Генґістом та Горсом.

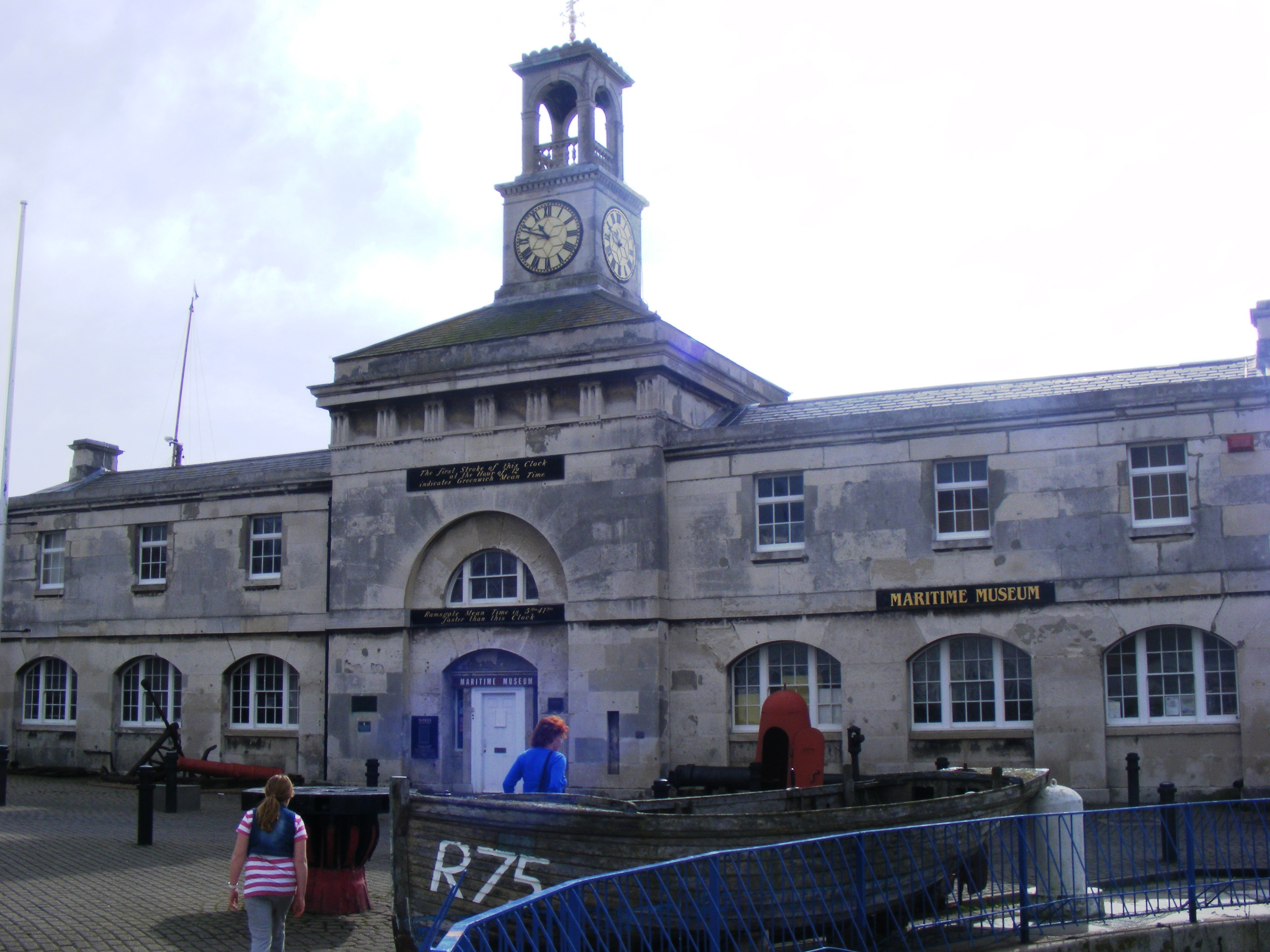
Морський Музей Рамсґейту

У середні століття Рамсґейт був невеликий селом, мешканці якого займалися рибальством. Християнський місіонер Святий Августин, який прибув з Риму, в 597 році, з місією навернути в християнство населення Британських островів, висадився у районі Рамсґейту.
Рамсґейт набув значення як порт, після того як порт міста Сандвіч замулило і він став непридатний для судноплавства. Рамсґейт вважається модним курортом, з того часу, коли Георг IV провів тут сезон у 1827 році. Місто входило у стародавню конфедерацію П'яти Портів (англ. Cinque Ports).
У 1876 році в Рамсґейті працював учителем 23-річний Ван Гог. У 1901 році тут з'явився міжміський трамвай, який пов'язав Рамсґейт, Марґін та Бродстейрз. У 1917 році в районі Манстон Рамсґейт був організований військовий аеродром, він зіграв важливу роль у Другій світовій війні. А після війни він був перетворений Міжнародний аеропорт Кента.
Основні галузі економіки сучасного Рамсґейта – туризм і рибальство. У місті є пристань для яхт, з більш ніж 800 причалами для приватних суден.

## Пам'ятки
Головною визначною пам'яткою Рамсґейта є берегова лінія та піщані пляжі. В Рамсґейті є Церква св. Лоренса з масивної квадратною вежею, стоїть на великому пагорбі. Нинішній вигляд набула на початку 13 ст., багато елементів церкви походять з часів норманів.
Парафіяльна церква св. Георга датується 1827 роком, вона виконана у готичному стилі Ренесанс. Римо-католицьке абатство святого Августина і церква, відкриті в 1851 році, вважаються кращими роботами архітектора Пуджина. Їхнє внутрішнє оздоблення, особливо вітражі та вироби з металу — прекрасний приклад ранньо-вікторіанського стилю.
У місті знаходиться Королівська гавань, морський центр, з морським музеєм.

## Клімат
У Рамсґейті океанічний клімат. Кількість опадів у середньому становить 550 мм в рік.

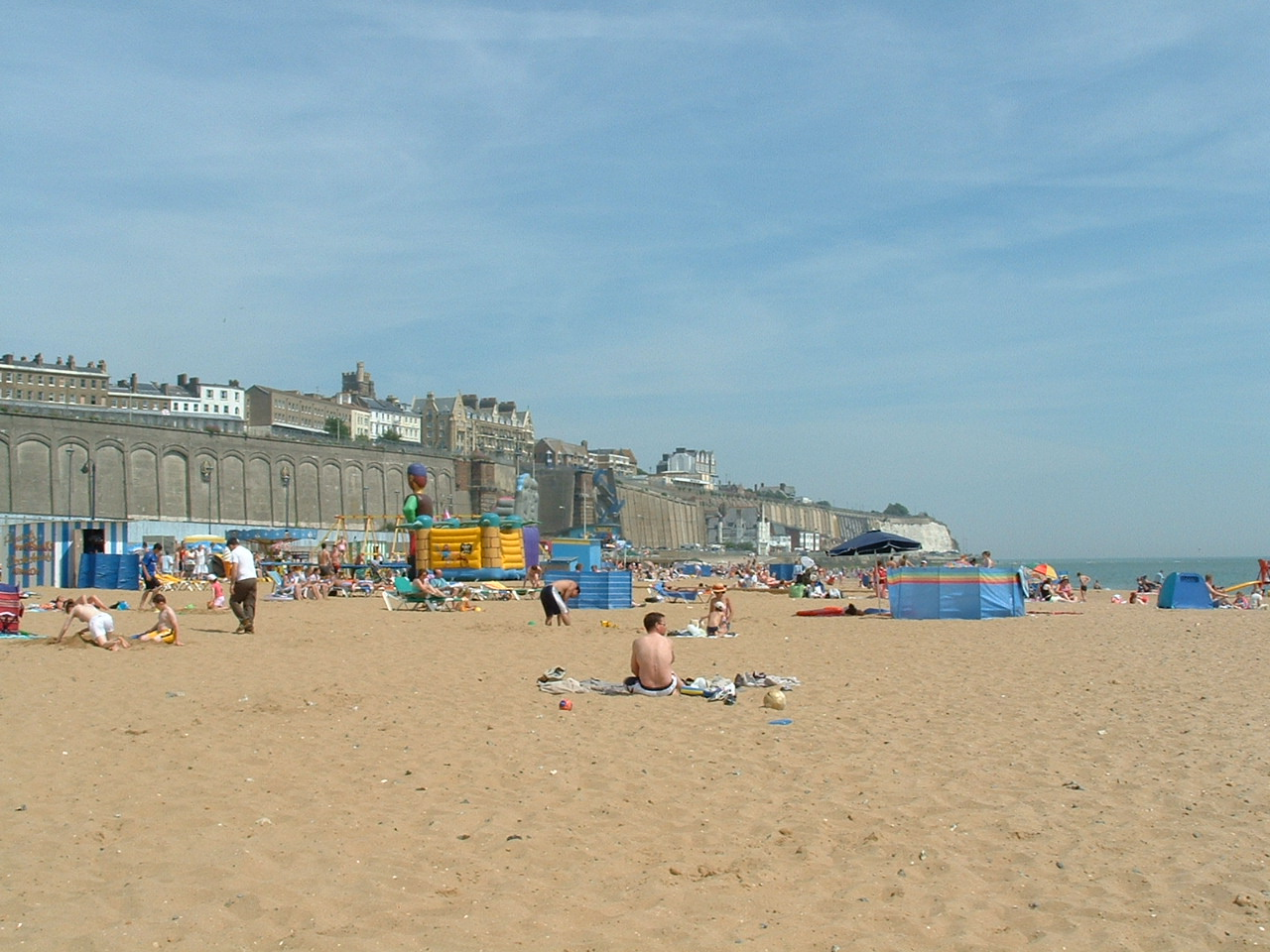
Пляж міста

| Клімат                                     | Клімат | Клімат | Клімат | Клімат | Клімат | Клімат | Клімат | Клімат | Клімат | Клімат | Клімат | Клімат | Клімат  |
| Показник                                   | Січ.   | Лют.   | Бер.   | Квіт.  | Трав.  | Черв.  | Лип.   | Серп.  | Вер.   | Жовт.  | Лист.  | Груд.  | Рік     |
| Абсолютний максимум, °C                    | 16,4   | 16,8   | 20,2   | 25,0   | 29,6   | 31,2   | 33,6   | 34,6   | 29,6   | 24,9   | 18,0   | 15,9   | 34,6    |
| Середній максимум, °C                      | 7,1    | 7,2    | 9,8    | 11,8   | 15,5   | 18,5   | 21,1   | 21,5   | 18,6   | 14,6   | 10,4   | 8,2    |         |
| Середній мінімум, °C                       | 1,9    | 1,7    | 3,3    | 4,9    | 8,0    | 10,7   | 13,2   | 13,4   | 11,3   | 8,4    | 4,7    | 3,1    |         |
| Абсолютний мінімум, °C                     | −12    | −14,5  | −6     | −3,7   | −1,1   | 0,9    | 6,4    | 5,4    | 2,2    | −3,1   | −6     | −8,8   | −14,5   |
| Середня кількість сонячних годин на місяць | 62,55  | 80,33  | 118,96 | 171,51 | 222,17 | 216,47 | 222,08 | 226,80 | 157,88 | 119,06 | 75,01  | 52,6   | 1722,02 |
| Норма опадів, мм                           | 45.32  | 30.95  | 37.90  | 41.04  | 39.85  | 46.65  | 39.34  | 39.54  | 59.27  | 64.76  | 59.08  | 51.00  | 554.72  |
| ------------------------------------------ | ------ | ------ | ------ | ------ | ------ | ------ | ------ | ------ | ------ | ------ | ------ | ------ | ------- |

## Демографія
Чисельність населення міста становить 40,408 осіб (станом на 2011 рік).

## Поріднені міста
- Конфлан-Сент-Онорин, Франція
- Фредерікссунн, Данія
- Шіме, Бельгія